# Andy Liany
Juli Hendri bin Saleh Rachim más conocido por su nombre artístico Andy Liany (19 de julio de 1964 - 25 de julio de 1995) fue un cantante de rock indonesio. Tuvo una corta pero exitosa carrera en su país a principios de la década de 1990.

## Primeros años
Su talento para el canto se manifestó desde que fue educado en el jardín de infantes en Hang Tuah Kindergarten, donde en casi cada evento, siempre entretenía a sus amigos cantando y se entusiasmaba cuando alguien le pedía que cantara. Su vena artística le venía de su abuelo y padre los cuáles tambien fueron músicos, incluso la banda del padre de Andy llamada Usman Rachim Bersaudara fue invitada a menudo por los holandeses para actuar en la playa en Tanjung Pandan, Belitung en la década de 1950. 
Andy continuó su educación en la Escuela Primaria Católica de Tanjungpinang y la Escuela Secundaria Pública Tanjungpinang 3. Luego, decidió emigrar a Bandung para continuar su educación. Su aventura además de desear un cambio de vida, también era para ver las actuaciones de bandas famosas en ese momento. Andy era aficionado con frecuencia a las canciones de Yes, Janis Joplin, AC/DC y otras bandas de rock. Su amor por la música perduró mientras continuaba sus estudios en la Facultad de Medicina de la Universidad de Pasundan, sin dejar de asistir a conciertos y presentaciones musicales, incluyendo las de Harry Roesli y Depot Kreasi Seni Bandung (DKSB).
Su pasión por la música creció durante sus años universitarios, hasta que Liany finalmente decidió abandonar la universidad para dedicarse a la música, tras pedirle permiso a su madre mediante una carta enviada por correo. La historia de esta carta finalmente se convirtió en una canción titulada Boleh Ma, incluida en su álbum Misteri.

## Carrera
Comenzó como guitarrista formando parte de algunos grupos musicales, el primero llamado Sheeryl Waves con cuatro amigos en 1979. En 1987, se unió al grupo musical Chivas Band junto a Pay e Indra Q. En 1990, se unió a Z Liar. Con este grupo, lanzó tres sencillos: Fitnah, Tragedi y Cacing Tanah. También se convirtió en el vocalista de Elpamas, reemplazando a Ecky Lamoh, aunque no grabó un álbum.
En 1991 lanzó un álbum sencillo con la canción Satu Cita. Luego se unió a Pay, Ronald Fristianto y Once para formar Fargat 727, y lanzó el miniálbum "Seribu Angan" (1991).
Su primer álbum en solitario fue Misterio, bajo el sello Win Records, siendo de sus canciones, Sanggupkah Aku, un éxito, recibiendo el premio BASF al mejor álbum vendido. Las ventas alcanzaron las 470.000 copias en toda Indonesia. Un año después, lanzó su segundo álbum en solitario, Antara Kita, que también fue bien recibido. Empezó a realizar giras por diversas regiones, como Bali, Sumatra, Kalimantan y Java. También colaboró en varias presentaciones con otros músicos, como Once Dewa 12 y Fargat727. 

## Muerte
Trabajaba en su tercer álbum, el cuál dejo inconcluso, ya que murió en la noche del 24 de julio de 1995, cuando el coche que conducía chocó contra un árbol en la zona de Karawang, quedando Liany atrapado entre el asiento y el volante. Solo terminó dos canciones: Want to Feel y Aku vs Kamu. Póstumamente se lanzó un álbum recopilatorio al que se le dio el nombre Cendera Mata con algunas de las canciones del primer álbum (Mystery) más las dos canciones inéditas.
Está enterrado en el cementerio Taman Bahagia Sejahtera en Tanjungpinang en las Islas Riau.

## Discografía
- Un sueño (1991)[3]
- Mil sueños (1991)[4]
- Misterio (1993)[6]
- Entre nosotros (1994)
- Recuerdo (1995)
- Emociones (1994)